# دانشگاه واشینگتن شرقی
دانشگاه واشینگتن شرقی (به انگلیسی: Eastern Washington University)، یکی از دانشگاهی ایالتی و عمومی واشینگتن می‌باشد که مرکز آن در شهر «چنی» می‌باشد و شعبه‌ای از آن در «اسپوکن» قرار دارد. تعداد دانشجویان مشغول تحصیل در این دانشگاه تا ۲۰۲۱ معادل ۱۰٬۸۹۲ نفر بوده است.

## نگارخانه

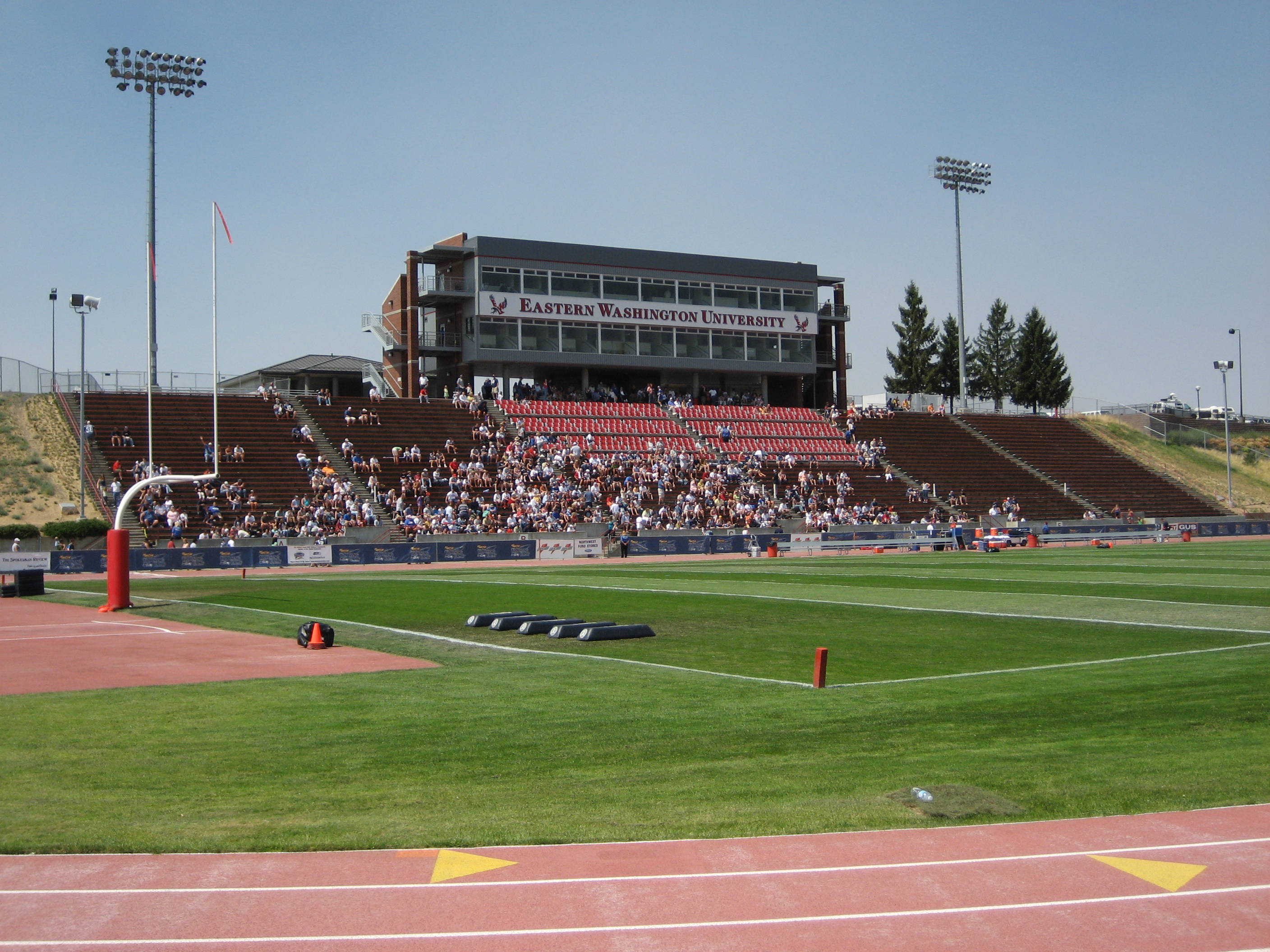
نمایی از ورزشگاه دانشگاه